# 龍水站 (朝鮮)
龍水站（韓語：룡수역）是朝鮮民主主義人民共和國咸鏡南道荣光郡的一個鐵路車站，属于长津线。

## 邻近车站
长津线
上通站 - 龍水站 - 下岐川站